# Inukami!
Inukami! (japanisch いぬかみっ! ‚Hundegott!‘) ist eine japanische Light-Novel-Reihe, geschrieben von Mamizu Arisawa und mit Zeichnungen von Kanna Wakatsuki. Die Reihe wird seit 2002 veröffentlicht, erreichte bisher 14 Bände und wurde unter anderem als Manga, Anime und Videospiel adaptiert.
In der Serie geht es um einen Hundegott  namens Yōko und ihrem Meister Keita Kawahira, welche gegen lästige Geister kämpfen. Neben Yōko spielen auch andere Inukami eine wichtige Rolle, die meisten von ihnen an der Seite von Kaoru Kawahira.

## Inhalt
In Inukami! geht es um Keita Kawara, ein Mitglied eines Inukami-Zähmer Clans und wird von diesem Clan als ungeschickt abgesehen. Inukamis, wörtlich „Hundegötter“, sind hundeartige gütige Dämonen, die spirituelle Kräfte besitzen und sich in eine menschliche Form verwandeln können. Zusammen mit einem Partner aus dem historischen Inukami-Zähmer-Clans bekämpfen sie das Böse. Keita ist anfänglich nicht in der Lage, einen Inukami zu finden, welcher einen Vertrag mit ihm eingehen will. Als sich schließlich der wunderschöne Inukami „Yoko“ dazu entschließt, sein Inukami zu werden, ist Keita überglücklich, bis er feststellt, dass sie unkontrollierbar ist.

## Hauptcharaktere

### Yōko
Yōko (ようこ) ist die  weibliche Hauptfigur der Serie. Sie hat zwei Fähigkeiten: Das Jaen (邪炎), welches ihr ermöglicht, einen Feuersturm aus ihren Fingern erscheinen zu lassen, sowie das Shukuchi (能力), eine Fähigkeit, welche es ihr erlaubt, Objekte zu teleportieren. Sie hat keine Angst gegen böse Geister zu kämpfen, jedoch große Angst vor Hunden.

### Keita  Kawahira
Keita (川平 啓太) ist der männliche Protagonist der Serie. Er wird von seiner Familie als Versager angesehen und das Kämpfen gegen böse Geister hält er für einen  Teilzeitjob. Auch durch seinen Inukami, Yōko, wird sein leben nicht einfacherer. Er flirtet oft mit anderen Frauen, insbesondere anderen Inukamis, was Yōko sehr missfällt. Keita Stärken liegen besonders in seinen athletischen Fähigkeiten. Zudem kann er durch  geschnitzte Froschfiguren in der Größe eines Radierers starke Angriffe starten, indem er sie explodieren lässt.

## Veröffentlichung
Die Light Novel startete am 18. April 2002 in der 17. Ausgabe des Light-Novel-Magazins Dengeki hp. Vier weitere Kapitel erschienen auf diesem Weg, bis die erste gebundene Ausgabe der Serie erschien. 14 Hauptbände und zwei weitere Omake-Bände mit Zeichnungen von Mari Matsuzawa wurden von ASCII Media Works unter ihrem Dengeki Bunko-Label zwischen dem 10. Januar 2003 und dem 10. Dezember 2008 veröffentlicht. Die ersten 14 Ausgaben verfolgten eine Hauptgeschichte, Nummer 15 und 16 wurden Inukami! EX Wan! und Inukami! EX Wanwan!! genannt und enthielten eine Sammlung von Kurzgeschichten.
Eine weitere Light Novel erschien unter dem Titel Inukami Special  Edition und wurde nur als Promotion-Geschenk zum Film ausgegeben.

## Adaptionen

### Manga
Eine Manga-Adaption, gezeichnet von Mari Matsuzawa, wurde zwischen 27. Oktober 2005 und 27. Februar 2008 im Manga-Magazin Dengeki Comic Gao! von Media Works veröffentlicht. Die Kapitel wurden von 27. März 2006 bis 27. Mai 2008 in sechs Tankōbon Ausgaben herausgebracht. Am 27. September 2006 wurde zudem ein weiterer Manga unter dem Titel Inukami! Anthology~ veröffentlicht, welcher aus einer Zusammenarbeit von 16 Mangaka entstand. Der Manga wurde von Seven Seas Entertainment für die Veröffentlichung auf Englisch in Nordamerika lizenziert und soll im März 2009 erscheinen.

### Anime
Ein von Seven Arcs produzierter Anime mit Keizō Kusakawa als Regisseur wurde von TV Tokyo zwischen dem 6. April und 28. September 2006 in Japan ausgestrahlt. Der Anime besteht aus 26 Episoden. Das Charakterdesign entwarf Shinpei Tomōka und künstlerischer Leiter war Shinji Katahira.
Die Folgen sind von August 2006 bis April 2007 auf neun DVDs in einer limitierten Version und von Oktober bis Juni 2007 in einer regulären Version veröffentlicht worden. Die erste Ausgabe enthielt nur eine Episode der Serie, während alle weiteren Ausgaben drei Episoden enthielten.

#### Synchronsprecher
| Rolle          | japanischer Sprecher (Seiyū) |
| -------------- | ---------------------------- |
| Keita Kawahira | Jun Fukuyama                 |
| Yōko           | Yui Horie                    |
| Tenso          | Akiko Kobayashi              |
| Imari          | Aya Endo                     |
| Nadeshiko      | Kaori Nazuka                 |

#### Musik
Das Vorspannlied ist Hikari (ヒカリ) von Yui Horie. Die Lied zum Abspann ist Yūjō Monogatari (友情物語) in mehreren Versionen von Aice5, Nana Mizuki und Super Zō-sans & Rice5. Der erste Soundtrack zum Anime wurde am 21. September 2006 veröffentlicht, der zweite folgte am 22. November 2006.

### Internet Radiosendung
Um die Animeserie Inukami! zu bewerben, wurde die Internet-Radiosendung Inukami! Web Radio: Koinu no Jikan (いぬかみっ! Webラジオ こいぬのじかん) produziert. Die Sendung wurde von Starchild Net  Radio vom 12. Mai 2006 bis zum 25. Mai 2007 jeden Freitag ausgestrahlt. Das Programm  hatte 55 Episoden und wurde von Kaori Nazuka und Shizuka  Hasegawa moderiert, welche in der Animeserie die Rollen der Nadeshiko und Tomohane sprechen. Eine CD, welche einige der Sendungen erhält, wurde am 24. Januar 2007 veröffentlicht.

### Computerspiel
Eine Sound Novel mit Kartenspiel-Merkmalen namens Inukami! feat. Animation (いぬかみっ！ feat. Animation) erschien am 6. Dezember 2007 in einer limitierten und regulären Version bei Media Works für den Nintendo DS. Die limitierte Edition kam zusammen mit einem Hörspiel heraus. Viele Teile des Spieles wurden aus der Animeserie übernommen.

### Film
Ein animierter Film mit dem Titel Inukami! The Movie: Tokumei Reiteki Sōsakan  Karina Shirō! (いぬかみっ! THE MOVIE  特命霊的捜査官・仮名史郎っ!) kam am 21. April 2007 in die japanischen Kinos. Der Film wurde von Seven Arcs produziert, Regie führte Keizō Kusakawa, und ist 25 Minuten lang. Er wurde auch als einer der drei Filme des Dengeki Bunko’s  Movie Festival, aufgeführt. Die anderen beiden Filme waren Shakugan no  Shana und Kino's Journey. Die DVD erschien am 26. September 2007 unter dem Label der King Records.